# Janice Fiamengo

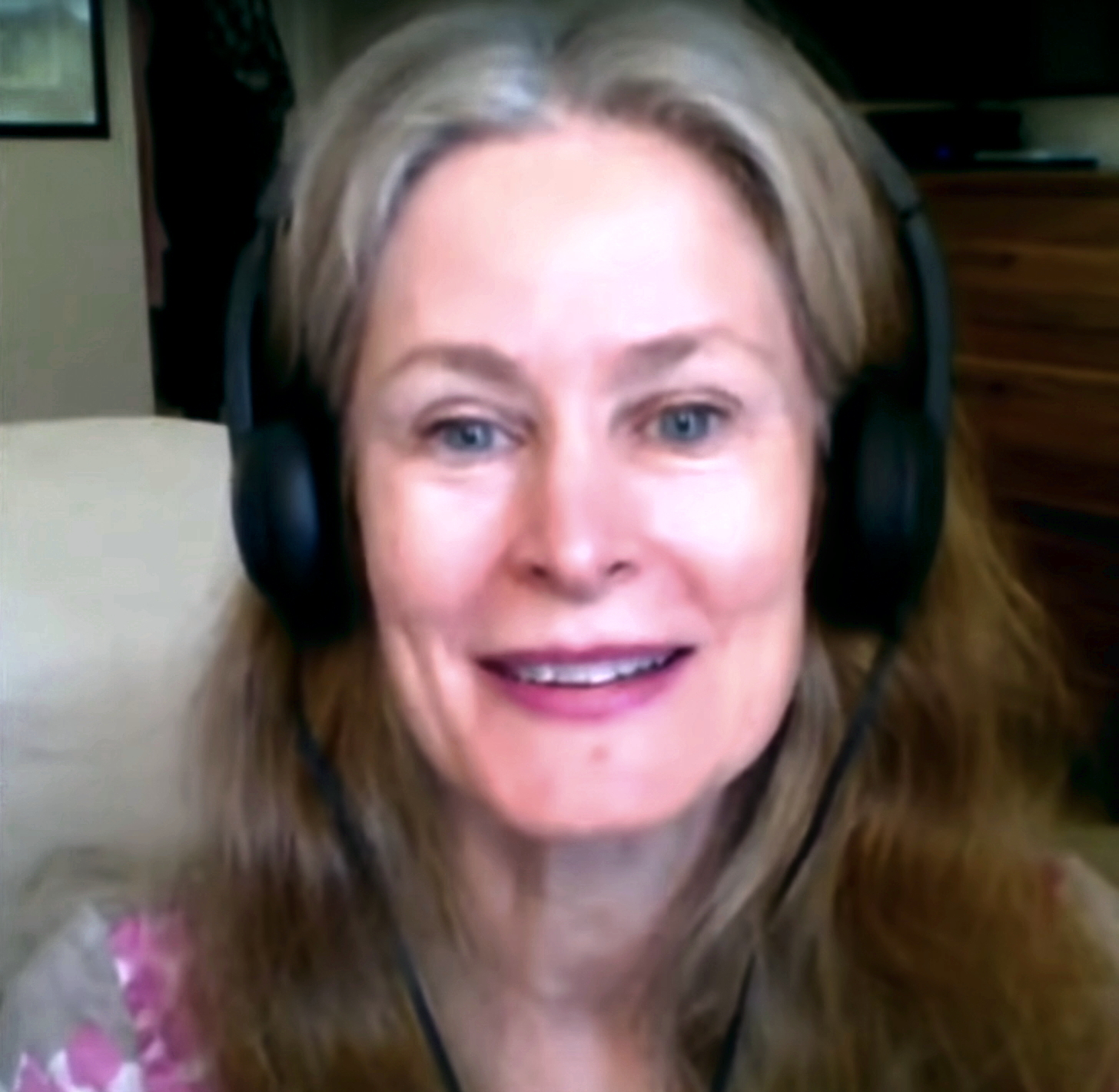
Janice Fiamengo

Janice Anne Fiamengo (* 1964 in Vancouver) ist eine kanadische Literaturwissenschaftlerin und Hochschullehrerin. Sie ist Professorin an der University of Ottawa.

## Leben und Wirken
Ihre komplette akademische Ausbildung absolvierte Janice Fiamengo an der University of British Columbia. Nach ihrem Bachelor im Jahr 1986 und ihrem Master 1988 folgte 1996 ihre Promotion. Anschließend war sie zwei Jahre an der Simon Fraser University tätig und lehrte von 1998 bis 2002 an der University of Saskatchewan. Seit 2003 ist sie an der University of Ottawa tätig, wo sie 2009 Professorin wurde.

## Werke
- Visible Living: Poems Selected and New By Marya Fiamengo (2006)
- Other Selves: Animals in the Canadian Literary Imagination (2007)
- The Woman's Page: Journalism and Rhetoric in Early Canada (2008)
- Home Ground and Foreign Territory: Essays on Early Canadian Literature (2014)
- Alice Munro's Miraculous Art: Critical Essays (2017)
- Sons of Feminism: Men Have Their Say, Little Nightingale Press, 2017, ISBN 978-1-7750813-0-2